# シーライオン (SS-195)
シーライオン (USS Sealion, SS-195) は、アメリカ海軍の潜水艦。サーゴ級潜水艦の一隻。艦名はアシカ科の総称に因んで命名された。

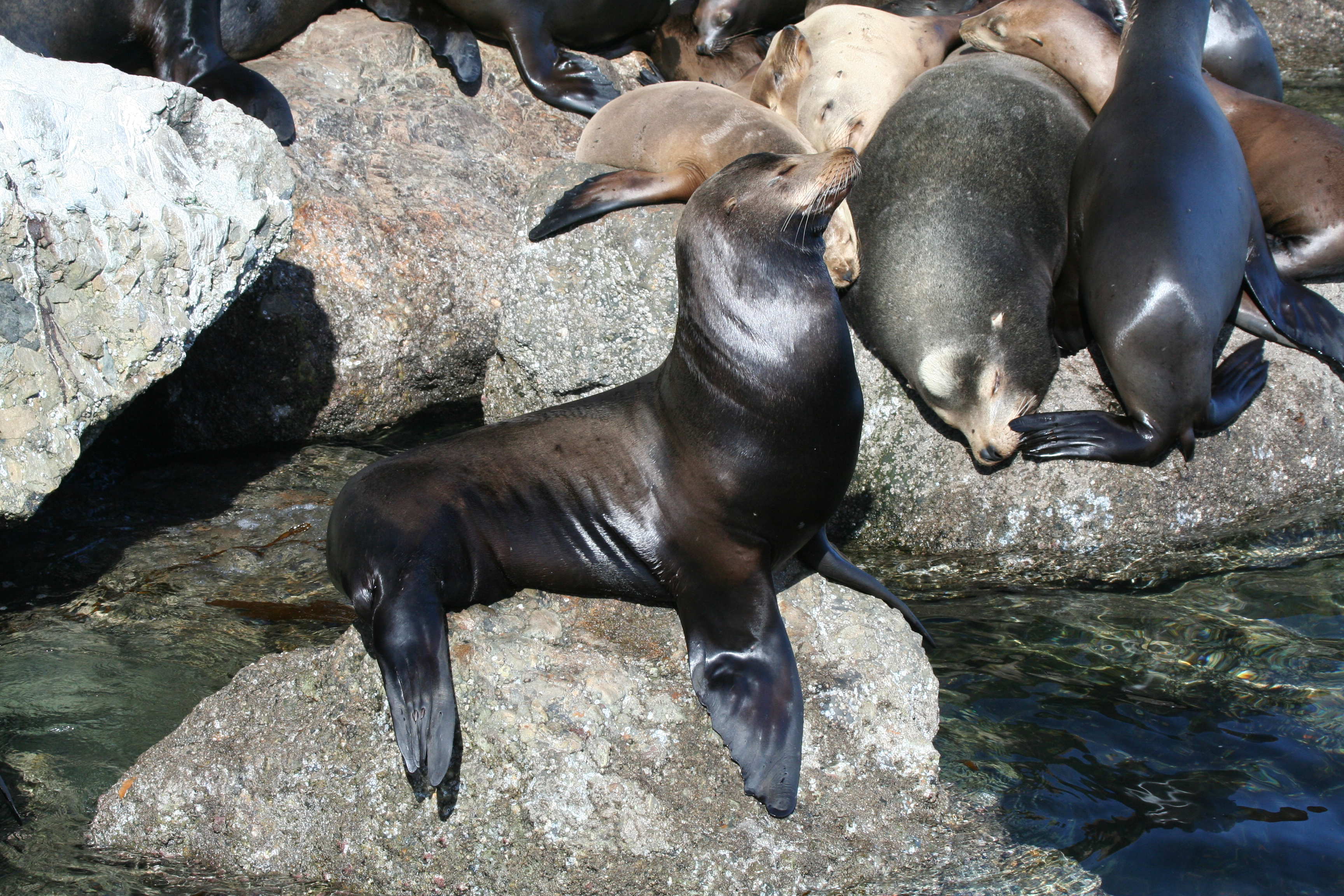
カリフォルニアアシカ（California sea lion）

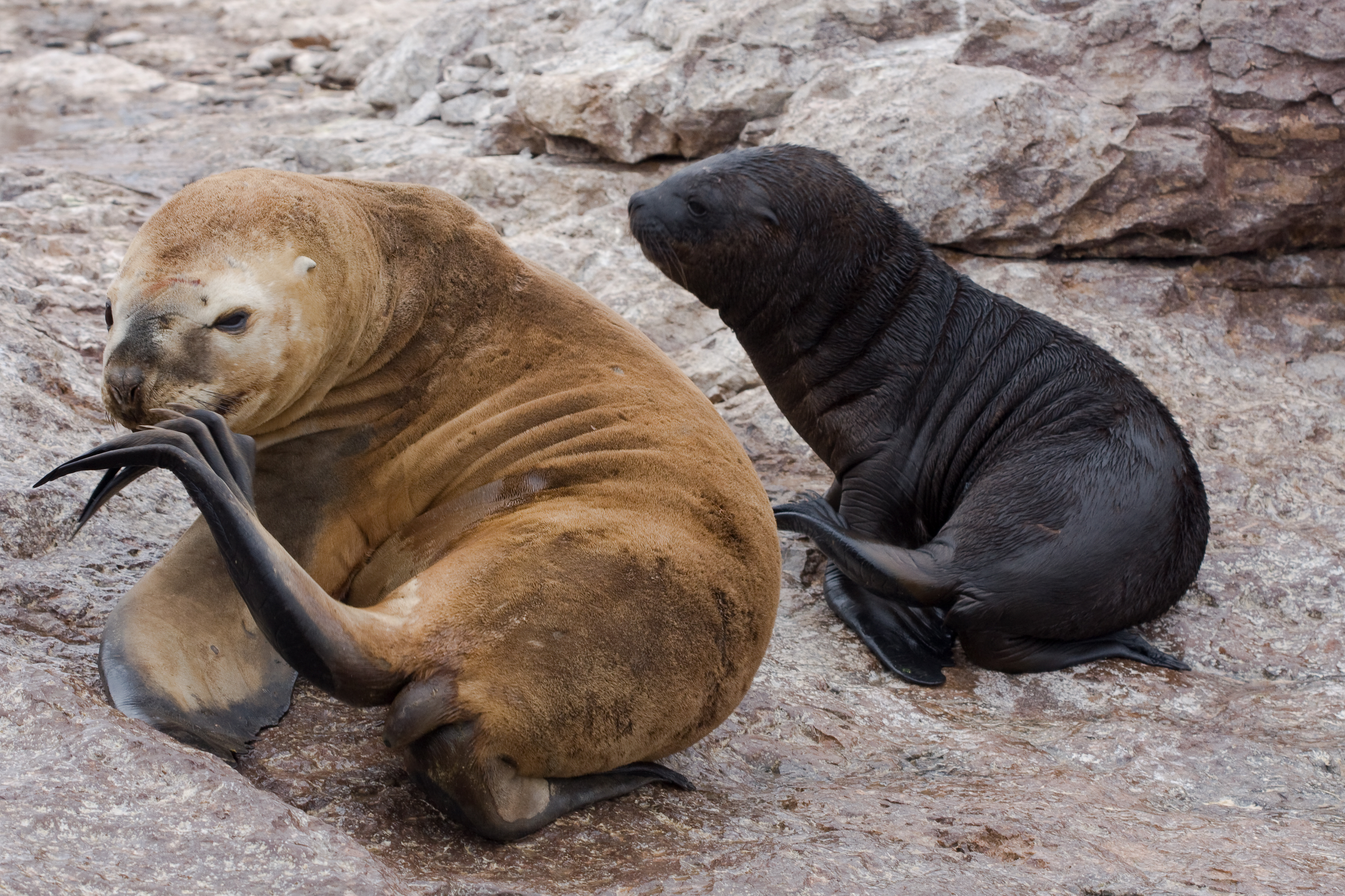
オタリア（South American sea lion）

## 艦歴
シーライオンは1938年6月20日にコネチカット州グロトンのエレクトリック・ボート社で起工した。1939年5月25日にクロード・C・ブロッホ夫人（合衆国艦隊司令長官クロード・C・ブロッホ大将の妻）によって命名、進水し、11月27日に艦長J・K・モリソン少佐の指揮下就役する。シーライオンは整調後第17潜水艦隊に配属され、海外配備の準備を行う。1940年の春に部隊と共にフィリピンへ向かい、秋にはカヴィテに到着、アジア艦隊の1ユニットとして作戦活動に入る。1941年10月にルソン島からスールー諸島にかけて僚艦と共に巡航し、その後はカヴィテ海軍工廠で12月8日からオーバーホールを受ける。工事完成日は12月12日だった。開戦時の艦長はリチャード・G・ヴォージ少佐（アナポリス1925年組）であった。

### 喪失
真珠湾攻撃に遅れること1日後の12月9日、フィリピンに対する日本の攻撃が始まった。2日目の12月10日、第十一航空艦隊（塚原二四三中将）指揮下の第一航空隊に属する九六式陸攻26機がキャビテ軍港、キャビテ海軍工廠およびマニラ港内の艦船を攻撃した。当時、オーバーホール中のシーライオンは桟橋寄りのシードラゴン (USS Seadragon, SS-194)、外側の掃海艇ビッターン (USS Bittern, AM-36) にはさまれて係留されていた。空襲時、シーライオンではヴォージ艦長と当直見張りが艦橋で上空を哨戒していたが、空襲が始まるとヴォージ艦長と見張りは艦内に退避した。直後、シーライオンは2発の直撃弾を受ける。
一発目は司令塔の後方に命中し、船体外部、調整室の上で爆発した。二発目は機関室後方の主バラストタンクと気密室を破壊し、乗組員4名が戦死した。爆弾の破片は隣のシードラゴンにも飛び、シードラゴンの将校1名が戦死した。シーライオンは後部機関室を深く沈め右舷に傾いた。メインデッキの4割が水没し、15度の角度で船尾方向へ傾いた。艦の動力一切も水没したが、一連の爆撃で造船所も破壊され修理は不可能となり、状況を鑑みて移動も断念された。
シーライオンは日本軍に捕獲されないよう破壊が命じられた。使用可能な設備は全て取り外され、その他の重要な設備は破壊された。艦体に3発の爆雷が装着されたあと、12月25日に爆破が行われ、シーライオンは処分された。シーライオンは、第二次世界大戦で喪失した最初のアメリカ潜水艦となった。
名前を継いで就役した次代のシーライオン (SS-315) (USS Sealion, SS-315) の初代艦長であるエリ・トーマス・ライヒ少佐（アナポリス1935年組）は、爆破処分の時までシーライオンに乗務していた。また、戦死した4名の乗組員の名前は次代のシーライオンに搭載された魚雷に刻まれ、その魚雷は1944年11月21日に戦艦金剛に向けて発射されて命中し、金剛を撃沈する。